# Vida real
"Vida real" (títol original en anglès "Real Life") és el 22è episodi de la tercera temporada i el 64è del total de la sèrie de televisió de ciència-ficció estatunidenca Star Trek: Voyager. Aquest episodi va ser el primer de sis de la franquícia Star Trek dirigida per Anson Williams durant un període de tres anys. El guió és de Jeri Taylor en base a una història de Harry 'Doc' Kloor. Fou emès a la televisió el 23 de d’abril de 1997 a la cadena UPN.
Ambientada al segle XXIV, la sèrie segueix les aventures de la tripulació de la Flota Estel·lar i els Maquis de la nau estel·lar USS Voyager després de quedar encallats al Quadrant Delta a desenes de milers d’anys llum de distància de la resta de la Federació. Aquest episodi gira al voltant del Doctor, interpretat per  Robert Picardo, tractant amb el seu programa familiar hologràfic.

## Argument
A l'argument secundari, la «Voyager» arriba per reunir-se amb els científics de la Vostigye a bord de la seva estació, però descobreix que l'estació ha estat destruïda per causes desconegudes. Descobreixen una anomalia subespacial propera, probablement responsable de la destrucció, que està creixent en intensitat, i Janeway ordena a la nau que marxi. De sobte són colpejats per una onada d'energia massiva de l'anomalia que desapareix amb la mateixa rapidesa. La tripulació determina que l'anomalia és un remolí entre l'espai i el subespai, i per poder allunyar-se amb seguretat, han de determinar quan apareixerà de nou. Llancen una sonda a l'anomalia, descobrint que té un centre estable com l'ull d'una tempesta i rica en energia que podrien utilitzar per alimentar la «Voyager».
Es dissenya un pla perquè Tom Paris utilitzi una llançadora per apropar-se a l'anomalia i recollir l'energia que hi ha al seu pas, ja que els motors de la «Voyager» semblen estar interrompent l'anomalia. Quan Paris s'hi acosta, desapareix de sobte dins l'anomalia. Tot i estar ferit i patint els efectes d'estar al subespai, Paris encara pot transmetre a la Voyager, cosa que ajuda a identificar l'estructura de l'anomalia com un entrellat entre l'espai i el subespai. Amb aquesta informació, la tripulació de la Voyager pot ajudar a Paris a tornar a l'espai normal a través del remolí, on és ràpidament transportat a la Infermeria i tractat pel Doctor.
La trama principal de l'episodi se centra en el Doctor. Per ajudar-lo a explorar què significa ser humà, ha creat una família virtual per a ell mateix en una simulació holocoberta, formada per la seva dona, Charlene, i els seus dos fills, Jeffrey i Belle. El Doctor convida B'Elanna Torres i Kes a sopar, on els dos troben que la família és massa perfecta. Torres s'ofereix a fer canvis al programa per introduir elements realistes a la seva família. Un cop acabat, el Doctor troba que la Charlene és massa ocupada per cuidar els nens, i ha de gestionar la implicació de Jeffrey amb els adolescents klingon i el desig de Belle de jugar al perillós joc de Parrises Squares. El Doctor està preocupat per aquests canvis, però es queda amb el programa.
Durant el programa, Belle resulta ferida i hospitalitzada durant un joc; el Doctor la opera, però les seves ferides són massa greus i aviat morirà. En aquest moment, el Doctor ordena que el programa s'acabi. Mentre tracta Paris per les seves ferides, Paris li recorda que els humans han d'acceptar el bo i el dolent, i que part del que fa una família és donar-se suport mútuament en els moments difícils, unint-se més gràcies a això. El Doctor hi està d'acord, i torna i reprèn el programa, on ell, Charlene i Jeffrey es queden al costat de Belle i parlen amb ella mentre mor.

## Actors convidats
- Wendy Schaal - Charlene
- Glenn Walker Harris Jr. - Jeffrey
- Lindsey Haun - Belle
- Stephen Ralston - Larg
- Chad Haywood - K'Kath

## Producció
Aquest episodi va tenir una guió televisiu escrit per Jeri Taylor, basat en una història de Harry 'Doc' Kloor. Aquest va ser el primer de quatre episodis de Star Trek: Voyager dirigits per Anson Williams, el primer de sis en total que va dirigir a la franquícia Star Trek del 1997 al 1999, incloent-hi dos episodis de Star Trek: Deep Space Nine.

## Recepció
El 2016, SyFy va classificar aquest com el sisè millor episodi de l’holocoberta de la franquícia Star Trek.
El 2019, CBR va qualificar "Vida real" com el desè millor episodi de 'holocoberta' de la franquícia.
In 2020, ScreenRant va incloure la família hologràfica del Doctor a la seva llista sense classificar dels 10 millors hologrames de la franquícia Star Trek.

## Mitjans domèstics
Aquest episodi es va publicar en DVD el 6 de juliol de 2004, com a part de Star Trek Voyager: Complete Third Season, amb àudio Dolby 5.1 surround. El DVD de la temporada 3 es va publicar al Regne Unit el 6 de setembre de 2004.
El 2017, la sèrie de televisió completa Star Trek: Voyager es va publicar en una caixa recopilatòria de DVD, que l'incloïa com a part dels discs de la temporada 3.